# Der Holzschlag

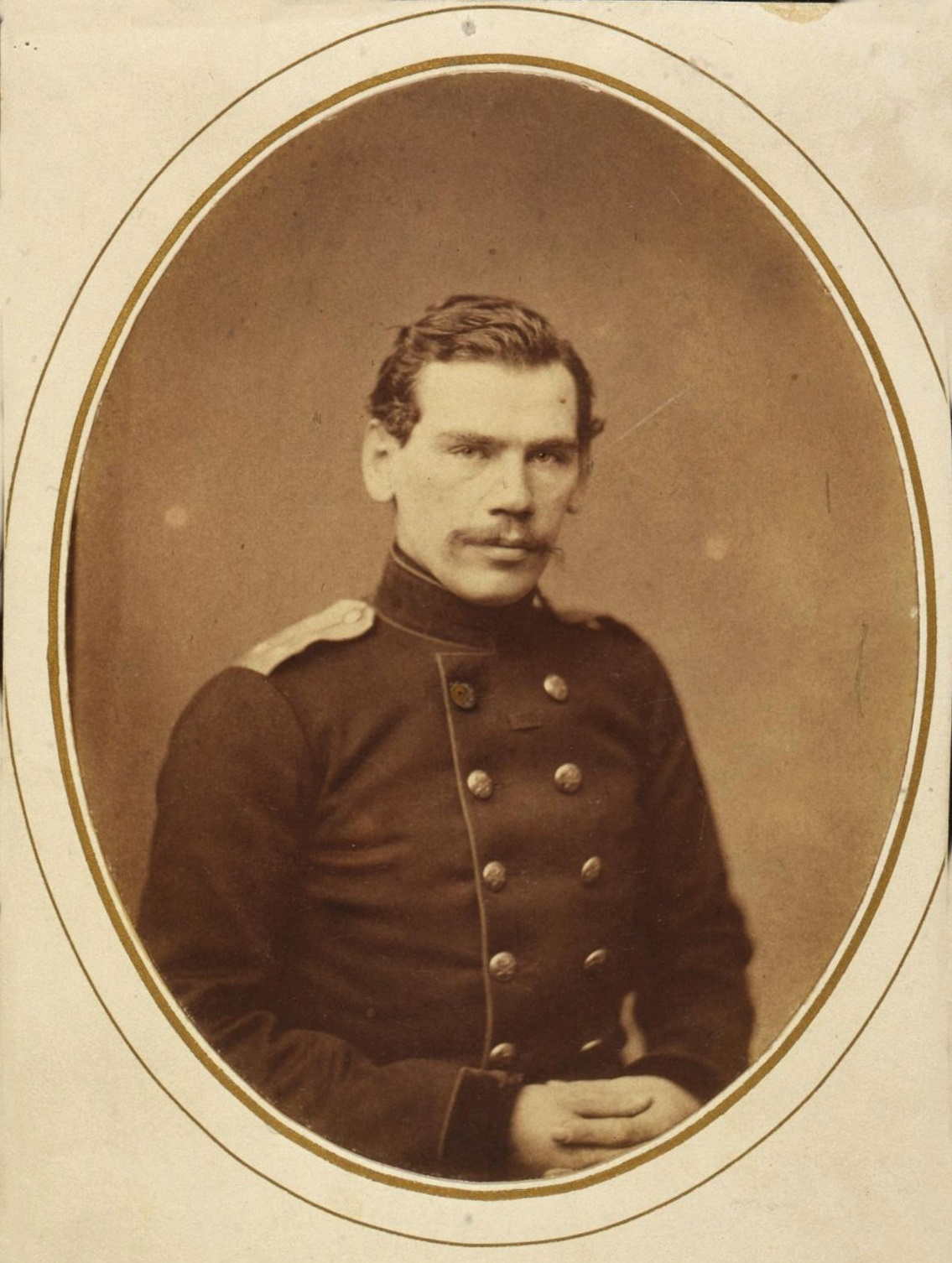
Lew Tolstoi, 1856

Der Holzschlag, auch Waldgefecht (russisch Рубка леса, Rubka lessa), ist eine Erzählung von Lew Tolstoi, deren Niederschrift 1853 begonnen und am 15. Juni 1855 abgeschlossen wurde. Anno 1855 erschien der Text im Heft 9 von Nikolai Nekrassows Petersburger Sowremennik. Nekrassow schrieb am 2. September 1855 an den Autor, zwar erinnere ihn das Sujet an Turgenew, doch alles Inhaltliche sei interessant, neu, ehrlich, scharf beobachtet und deswegen unbedingt mitteilenswert. Eugen Diederichs brachte Raphael Löwenfelds Übersetzung 1901 in Leipzig auf den deutschsprachigen Buchmarkt. Diese Kurzgeschichte passt – weil sie den Krieg thematisiert – auch in den Sewastopol-Zyklus.

## Überblick
Während des Kaukasuskrieges führt der Ich-Erzähler, der russische Junker Nikolai Petrowitsch, Mitte Februar 1853 in Vertretung eines Offiziers einen Zug Artilleristen in der Großen Tschetschenja. Das Ausrücken zum Fällen von Feuerholz in Feindesnähe wurde befohlen. Die Batterie des Erzählers soll die Arbeit der Holz fällenden russischen Soldaten vor dem gegnerischen Beschuss schützen. Die Gegner, das sind Tataren, die in ziemlicher Entfernung vorbeireiten und auf die eine der russischen Geschützbesatzungen aus lauter Übermut eine Granate abfeuert. Der Schuss geht daneben. Als das gegnerische Gewehrfeuer aus dem benachbarten Gebüsch stärker wird, ordnet der vorbeikommende Kommandierende General den Rückzug an. Kurz darauf trifft den Artilleristen Welentschuk eine Gewehrkugel der Tataren. Der gebürtige Kleinrusse Welentschuk, der bereits sechzehn Jahre dient und den der Erzähler als außerordentlich redlich, treuherzig, gutmütig und ungemein diensteifrig kennengelernt hat, stirbt an dem Bauchschuss. Kurz bevor der Soldat den Tod findet, lässt er den Erzähler zu sich auf den Verbandsplatz rufen und übergibt ihm einen kleineren Geldbetrag. Den möchte der Vorgesetzte doch bitte einem Kunden aushändigen, dem der Sterbende das Geld noch schuldet. Welentschuk hatte sich vor Jahren das Schneidern selbst beigebracht und mit Geschick unter den Vorgesetzten der Division einen Kundenstamm aufgebaut.
Es geht in dem Text also nur am Rande um das titelgebende Holzfällen im Kaukasus. Hauptsächlich werden die verschiedenen Charaktere unter den Mannschaften und auch unter den Offizieren der Russischen Armee dem Leser vor Augen geführt. Da ist ein junger, unlängst einberufener Rekrut. Der nimmt den Luntenstock unter den Arm und folgt dem Wagen, auf dem der verwundete Welentschuk auf den Verbandsplatz abtransportiert wird. Der Erzähler muss den Jungen erst zurückholen lassen und ihm klarmachen: Am Geschütz wird bis zum nächsten Befehl ausgeharrt. Es gibt Soldaten im Zug des Erzählers, die sind länger dabei als Welentschuk. Onkelchen Shdanow hat bereits fünfundzwanzig Dienstjahre auf dem Buckel. Heimaturlaub lehnt der Altgediente ab. Denn wenn er daheim ankäme, dann hätten seine beiden Brüder im russischen Flachland einen weiteren Esser am Tisch. Shdanow bemuttert seine Kameraden im Zug liebevoll. Jener Shdanow war es auch, der dem autodidaktischen Schneider Welentschuk geholfen hat, als diesem einmal Stoff für einen neuen Mantel abhandengekommen war. Überhaupt dominieren im Text Berichte über das bescheidene, schlichte Wesen des einfachen russischen Soldaten im Hochgebirgskrieg: Als der Zünder einer scharfen Bombe in Brand geraten war, befahl der Feuerwerker in seinem Labor zwei Soldaten, die Bombe geradewegs in den Abgrund nebenan zu werfen. Weil aber am Rande des Abgrunds – gerade an der nächstmöglichen Abwurfstelle – der Oberst in seinem Zelt friedlich schlummerte, eilten die beiden Bombenträger mit ihrer brennenden Last ein Stück weiter, immer den Abgrund entlang, bis sie beide in Stücke gerissen wurden.
Ein ganz anderes Kaliber sind nach Beobachtung Nikolai Petrowitschs die Offiziere. Der vermögende, Französisch sprechende Gardist Kompaniechef Bolchow kann nach eigenem Geständnis gegenüber dem Erzähler keine Gefahr ertragen. Bereits zwei Jahre „kämpft“ der Herr Hauptmann im Kaukasus und traut sich erst als Major, dekoriert mit Annen- und Wladimirorden, heim nach Russland. Der Hauptmann wird allerdings bei jeder Beförderungs- und Auszeichnungsrunde übergangen.

## Deutschsprachige Ausgaben
- Der Holzschlag. Deutsch von Gisela Drohla. S. 87–135 in: Gisela Drohla (Hrsg.): Leo N. Tolstoj. Sämtliche Erzählungen. Erster Band. Insel, Frankfurt am Main 1961 (2. Aufl. der Ausgabe in acht Bänden 1982)
- Der Holzschlag. Erzählung eines Junkers. Aus dem Russischen. Übersetzung von Hermann Asemissen. S. 56–99 in: Lew Nikolajewitsch Tolstoi. Frühe Erzählungen.  459 Seiten, Verlag Philipp Reclam jun. Leipzig 1986 (RUB 735, 3. Aufl., Lizenzgeber: Rütten und Loening, Berlin, verwendete Ausgabe)

## Anmerkung
1. ↑  Genauer: in einem der Jahre 1853 oder (unwahrscheinlicher) 1854 beziehungsweise 1855.